# Chilomycterus geometricus
Chilomycterus geometricus es una especie de peces de la familia Diodontidae en el orden de los Tetraodontiformes.

## Hábitat
Es un pez de mar  y de clima tropical.

## Distribución geográfica
Se encuentra en el Brasil.